# Cheiracanthium occidentale
Cheiracanthium occidentale is een spinnensoort uit de familie Cheiracanthiidae.
De wetenschappelijke naam van de soort werd in 1882 gepubliceerd door Ludwig Carl Christian Koch.